# Atombombspartiet
Atombombspartiet är ett smeknamn på ett go-parti som spelades när atombomben över Hiroshima släpptes. Under hela kriget hade det professionella gospelandet fortsatt, om än i reducerad form. Partiet i fråga var det andra finalpartiet för Honinbo-titeln som pågick den 4-6 augusti i Hiroshima. Spelarna var titelförsvararen Hashimoto Utaro och utmanaren Iwamoto Kaoru som vunnit den första matchen. Partiet hade ännu inte kommit igång den tredje dagen, stenarna placerades ut en i taget så som de hade spelats de två föregående dagarna. Då kom tryckvågen från atombomben som detonerade 5 kilometer från spelplatsen. Ett par personer skadades av glassplitter och domaren kastades omkull. Partiet ajournerades till efter lunch, ingen förstod vad som hade hänt en halv mil därifrån. Partiet spelades färdigt och Hashimoto vann med 5 stenar varpå det stod 1-1 i finalen.
Först när grupper av svårt skadade människor kom gående från stadens centrum förstod de att det inte var en vanlig bomb som hade detonerat.
Båda spelarna överlevde kriget och dog först under 1990-talet.